# Саймън Грийн
Саймън Грийн (на английски: Simon Green) е британски писател на бестселъри в жанра фентъзи и научна фантастика.

## Биография и творчество
Саймън Ричард Грийн е роден на 25 август 1955 г. в Брадфорд на Авон, Уилтшър, Англия.
Завършва през 1976 г. Университета на Гринуич (Thames Polytechnic) с бакалавърска степен по история и хуманитарни науки. През 1978 г. получава магистърска степен по съвременен английски език и американска литература от Университета на Лестър.
Започва да пише още като студент през 1973 г., а през 1976 г. продава първата си история – „Awake, Awake, Ye Northern Winds“, която излиза през 1979 г.
През следващите години пише разкази за различни списания, но пазарът на тези произведения се срива в средата на 80-те години. В следващите години Грийн е безработен и започва да пише романи в жанра научан фантастика и фентъзи. Предлага ги на различни издатели, но получава многократни откази.
През 1988 г., след като три години и половина е бил безработен, постъпва на работа като помощник продавач в книжарница „Билбо“. Само две седмици след началото той получава първото предложение за произведенията си. През тази година продава общо седем от произведенията си, а през следващата още две. През 1989 г. му е възложено да направи романизация на успешния филм с участието на Кевин Костнър „Робин Худ: Принцът на крадците“.
През 1991 г. излиза първият роман „Хоук и Фишер“ от популярната му едноименна фантастична поредица. В нея за справедливостта се грижат местните ченгета Хоук и Фишер, съпруг и съпруга, които въоръжени с брадва и меч, и наметнати с дълги черни плащове, защитават града от престъпления, магии и демони.
През същата година излиза и романизацията му на филма за Робин Худ. По това време Кевин Костнър не е все още широко известен, но въпреки това филмът и книгата стават популярен хит, и продажбите на романа надхвърлят 400 хил. броя., което го изпраща в списъците на бестселърите.
През 1992 – 1993 г. е публикувана кратката, но много известна, фантастична серия „Светът на мъглите“. В нея низвергнатите, но свободолюбиви герои се борят на живот и смърт с Империята на единното човечество, разпростряла господството си върху цялата Галактика.
Следва космическата сага „Deathstalker“, епос, който по размах и мащаб съперничи на „Междузвездни войни“. Серията е преработена за преиздаването ѝ през 2002 г. и е допълнена със серията „Deathstalker Legacy“.
През 2003 г. с романа „Something from the Nightside“ Грийн започва да издава трилърите от градската фантастична поредица „Нощна страна“. Тя пренася читателя в скритото сърце на Лондон, където е винаги е три след полунощ, и където частния детектив Джон Тейлър открива скрити артефакти, зловещи духове и магически сили.
През 2007 г. Грийн започва и серията „Secret Histories“, в която суперагента Еди Друуд се изправя срещу зловеща сатанистка конспирация. Серията донякъде парадира историите за Джеймс Бонд.
В последната му серия „Откриватели на духове“ института „Карнаки“ разследва случаи на ужасяващи мистериозни събития.
Като автор той се отличава със специфичния си стил, който създава текст, лек и приятен за четене, но и наситен както със събития, така и с идеи. Грийн обича да смесва и трите основни направления във фантастичния жанр – фентъзи, научна фантастика и хорър. Някои от сериите му се преплитат помежду си.
Освен фентъзи и фантастика, Грийн също пише сценарии (Judas Ghost) и самият той е актьор, и то в адаптации на Уилям Шекспир.
Той е член на Британското фентъзи общество и е редовен гост на фестивала „Фентъзи Кон“.
Саймън Грийн живее в Брадфорд-Авон. Хобито му е да разследва отвличания от извънземни и предпазването от тях. Притежава голяма колекция от мечове.

## Произведения

### Самостоятелни романи
- Robin Hood: Prince of Thieves (1991) – романизация на филма
- Шадоус Фол, Shadows Fall (1994)
- Drinking Midnight Wine (2001)

### Серия „Хоук и Фишер“ (Hawk and Fisher)
- Хоук и Фишер, No Haven for the Guilty (1990) – издадена още като „Hawk and Fisher“
- Победителят печели всичко, Devil Take the Hindmost (1990) – издадена още като „Winner Takes All“
- The God Killer (1991)
- Vengeance for a Lonely Man (1991) – издадена още като „Wolf in the Fold“
- Guard against Dishonour (1991)
- Two Kings in Haven (1992) – издадена още като „The Bones of Haven“
- Beyond the Blue Moon (2000)

/промените в заглавията на романите са наложени от издателите в САЩ/

### Серия „Горско царство“ (Forest Kingdom)
1. Blue Moon Rising (1991)
2. Blood and Honour (1992)
3. Down Among the Dead Men (1993)

### Серия „Светът на мъглите“ (Twilight of the Empire)
1. Светът на мъглите, Mistworld (1992)
2. Светът на призраците, Ghostworld (1993)
3. Адският свят, Hellworld (1993)

### Серия „Смъртоносен преследвач“ (Deathstalker)
1. Deathstalker: Being the First Part of the Life and Times of Owen Deathstalker (1994)
1. The Man Who Had Everything (2002)
2. Deathstalker Rebellion: Being the Second Part of the Life and Times of Owen Deathstalker (1996)
2. Friends, Enemies and Allies (2002)
3. Deathstalker War (1997)
3. Under the Ashes, the City (2002)
4. Deathstalker Honour: Being the Fourth Part of the Life and Times of Owen Deathstalker (1998)
5. Deathstalker Destiny: Being the Fifth and Last Part of the Life and Times of Owen Deathstalker (1999)

### Серия „Наследството на смъртоносния преследвач“ (Deathstalker Legacy)
1. Deathstalker Legacy (2002)
2. Deathstalker Return (2004)
3. Deathstalker Coda (2005)

### Серия „Нощна страна“ (Nightside)
1. Something from the Nightside (2003)
2. Agents of Light and Darkness (2003)
3. Nightingale's Lament (2004)
4. Hex and the City (2005)
5. Paths Not Taken (2005)
6. Sharper Than A Serpent's Tooth (2006)
7. Hell to Pay (2006)
8. The Unnatural Inquirer (2008)
9. Just Another Judgement Day (2009)
10. The Good, the Bad, and the Uncanny (2010)
11. A Hard Day's Knight (2011)
12. The Bride Wore Black Leather (2012)

### Серия „Тайни истории“ (Secret Histories)
1. The Man With The Golden Torc (2007)
2. Daemons Are Forever (2008)
3. The Spy Who Haunted Me (2009)
4. From Hell with Love (2010)
5. For Heaven's Eyes Only (2011)
6. Live and Let Drood (2012)
7. Casino Infernale (2013)

### Серия „Откриватели на духове“ (Ghostfinders)
1. Ghost of a Chance (2010)
2. Ghost of a Smile (2011)
3. Ghost of a Dream (2012)
4. Spirits from Beyond (2013)

### Участие в серии с други писатели

#### Серия „Оз“ (Oz Reimagined)
- Dorothy Dreams (2013)

от серията има още 16 романа от различни автори

### Сборници новели
- Mean Streets (2009) – с участието на Джим Бъчър, Кат Ричардсън и Томас Е. Снегоски

### Разкази
- Awake, Awake, Ye Northern Winds (1979)
- Manslayer (1980)
- In the Labyrinth (1983)
- Shadows Fall (откъс) (1994)
- Deathstalker War (extract) (1997)
- Dancing with the Dark (1997) – сборник с други писатели
- Death is a Lady (1997)
- Razor Eddie's Big Night Out (2006)
- Daemons are Forever (откъс) (2008)
- Just Another Judgement Day (откъс) (2009)
- Some of These Cons Go Way Back (2009)
- Food of the Gods (2009)
- Ghost of a Chance (откъс) (2010)
- He Said, Laughing (2010)
- Street Wizard (2010)
- It's All in the Rendering (2011)
- Jesus and Satan Go Jogging in the Desert (2011)
- Find Heaven and Hell in the Smallest Things (2012)
- From Out of the Sun, Endlessly Singing (2012)
- Down and Out In Dead Town (2012)
- The Pit of Despair (2012)
- Dorothy Dreams (2013)

### Книги за Саймън Грийн
- The Off Season: A Victorian Sequel (2005) – от Джак Кейди, за различни писатели